# Герасимова Ірина Ярославівна
Герасимова Ірина Ярославівна (н. 26 квітня 1982, Івано-Франківськ, УРСР) — українська журналістка, шеф-редакторка і директорка 5 каналу.

## Біографія
У 2000—2006 роках навчалася в Інституті журналістики КНУ ім. Шевченка.
1998—2001 — працювала на ОТБ «Галичина» в Івано-Франківську, журналіст, ведуча програми «Галочка».
2001—2003 — журналістка на ТРК «Вежа» в Івано-Франківську, ведуча, редакторка новин
2004—2005 — працювала в МГО «Інтерньюз-Україна».
2005—2008 — журналіст у службі новин Національної телекомпанії України з Андрієм Шевченком (віце-президент НТКУ)
З 2008 року працює на 5 каналі. У 2008—2019 роках була журналісткою редакції новин, 2014—2016 — військовим кореспондентом.
У 2009 році в Кишеневі через несанкціоновані запитання до президента РФ Медвєдєва Ірину було позбавлено акредитації на саміті СНД.
2010 року Ірина, всупереч вказівок влади, видала до ефіру сюжет із відео, де вінок упав на тодішнього президент Януковича під час вкладання квітів. Тоді адміністрація Януковича і прес-служба президента Росії Медведєва домовилися з усіма присутніми на події медіа, що це відео не повинно було бути опублікованим. Завдяки зусиллям Ірини, це відео потрапило до репортажу про візит Медведєва до Києва.
З 2011 року є членом руху «Стоп цензурі».
2013 року Ірина організувала акцію протесту під час засідання Уряду на підтримку журналістки Ольги Сніцарчук, через що з іншими представниками ЗМІ була позбавлена акредитації. Протест був відповіддю на небажання кабміну Азарова розслідувати справу побиття журналістки Сніцарчук та фотографа Владислава Соделя, тоді журналісти на урядовому засіданні, яке транслювалося на Національному телебаченні, повернулися спинами до прем'єр-міністра Азарова. Та наступної доби прес-служба КМУ повернула акредитацію журналістам, що брали участь і протесті.
2014 року в Севастополі, на початку війни росії проти України, знімальну групу 5-го каналу Ірини Герасимової та Миколи Лебелєва побили проросійські активісти біля заблокованої російськими бойовиками військової частини командування ВМС України. Після допитів, екіпажу ВМС України з журналістами дозволили виїхати на материкову Україну.
У травні 2014 року бойовики обстріляли знімальну групу 5 каналу з Герасимовою на блокпосту близ Маріуполя. Згодом група потрапила в обстріл біля Донецького аеропорту.
З 2015 року Герасимова була в числі акредитованих журналістів, що висвітлювали підписання Мінських угод.
2016—2017 — редактор тижневика «Час: Підсумки з Тетяною Даниленко».
2017—2019 — редактор тижневика «Час. Підсумки тижня з Віталієм Гайдукевичем».
2019—2022 — редактор тижневика «Підсумки тижня з Анною Мірошниченко».
З 2019 — шефредакторка і директор 5 каналу.
У грудні 2022 року з колегами з 5 каналу організувала волонтерський збір на ЗСУ, тоді Ірина з іншими журналістками фотографувалися оголеними для календаря «Без цензури». Ідею підтримав головнокомандувач ЗСУ Валерій Залужний. Проєкт за півроку зібрав понад 6 млн грн і викликав неоднозначну реакцію у суспільстві.

## Нагороди
- 2017 — орден «За заслуги» III ступеня[32]

## Родина
- Чоловік — Юрій Приходько, чемпіон Європи з фехтування серед дорослих та серед юніорів[33][34][35]
- Син Лук'ян 2008 р.н.
- Донька Тереза 2019 р.н.